# Dănești (okręg Gorj)
Dănești – wieś w Rumunii, w okręgu Gorj, w gminie Dănești. W 2011 roku liczyła 410 mieszkańców.